# Shaun Parkes

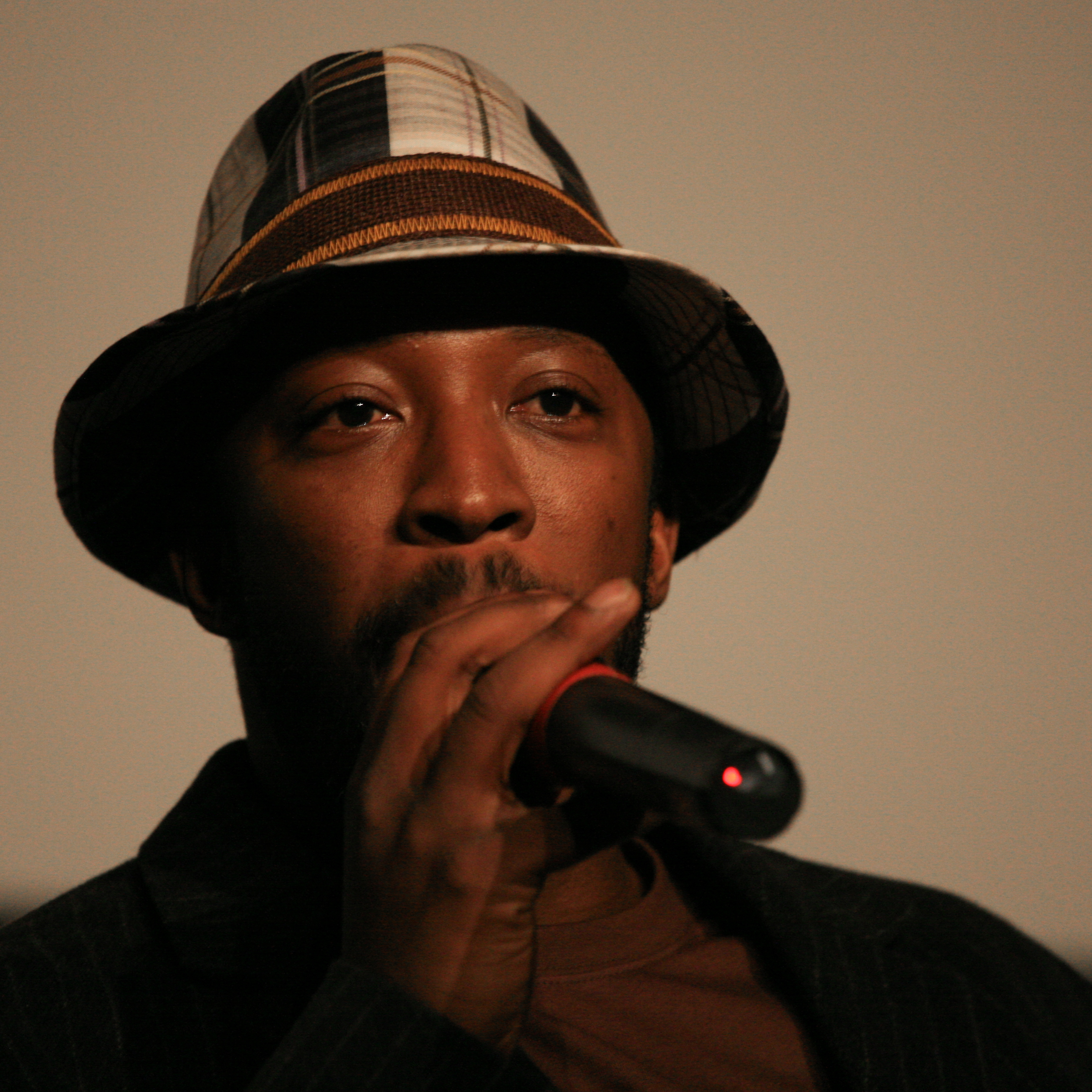
2008 beim British Film Festival, Dinard – Frankreich

Shaun Parkes (* 9. Februar 1973 in London, Vereinigtes Königreich) ist ein  britischer Schauspieler.

## Werk
Die ersten Rollen Parkes waren Mitte der 1990er Jahre in diversen Fernsehserien. In Crown Prosecutor spielte er insgesamt in zehn Folgen. 1999 erhielt er eine erste Rolle für einen Kinofilm, der unter dem Titel Human Traffic veröffentlicht wurde. Zwei Jahre später, 2001, erhielt er eine Nebenrolle für Die Mumie kehrt zurück, einem international erfolgreichen Film. Für den Kurzfilm Survivor übernahm Parkes dann die Hauptrolle und wurde dafür mit dem BFM Short Film Award ausgezeichnet.

## Filmografie (Auswahl)
- 1994: Soldier Soldier (Fernsehserie, 1 Episode)
- 1995: Crown Prosecutor (Fernsehserie, 10 Episoden)
- 1996: Heartbeat (Fernsehserie, 1 Episode)
- 1997: Turning World (Fernsehserie, 3 Episoden)
- 1999: Plastic Man (Fernsehfilm)
- 1999: Human Traffic
- 1999: Rage
- 2000: Command Approved
- 2000: Bube, Dame, König, grAs – Die Serie (Lock, Stock..., Fernsehserie, 7 Episoden)
- 2000: Offending Angels
- 2001: Die Mumie kehrt zurück (The Mummy Returns)
- 2002: Bouncer (Kurzfilm)
- 2003: Unconditional Love (Fernsehfilm)
- 2004, 2016: Silent Witness (Fernsehserie, 4 Episoden)
- 2005: Blue/Orange (Fernsehfilm)
- 2005: Things To Do Before You’re 30
- 2005: Elmina’s Kitchen (Fernsehfilm)
- 2005: Colour Me Kubrick: A True...ish Story
- 2006: Doctor Who (Fernsehserie, 2 Episoden)
- 2006: Penelope
- 2006: Tagebuch eines Skandals (Notes on a Scandal)
- 2006–2007: Inspector Lynley (The Inspector Lynley Mysteries, Fernsehserie, 5 Episoden)
- 2007: Miss Mary Lloyd (Fernsehfilm)
- 2008: Kiss of Death (Fernsehfilm)
- 2008: Daylight Robbery
- 2008: Harley Street (Fernsehserie, 6 Episoden)
- 2008: Clubbed
- 2009: Small Island (Fernsehzweiteiler)
- 2010: Strike Back (Fernsehserie, 2 Episoden)
- 2010: Identity (Fernsehserie, 6 Episoden)
- 2012: The River (Fernsehserie, 8 Episoden)
- 2013: Death in Paradise (Fernsehserie, 1 Episode)
- 2014: Die verlorene Ehre des Christopher Jefferies (The Lost Honour of Christopher Jefferies, Fernsehzweiteiler)
- 2015: Urban Hymn
- 2016: The Aliens (Fernsehserie, 5 Episoden)
- 2016: Hooten & the Lady (Fernsehserie, 6 Episoden)
- 2018: The Fight
- 2018–2019: Lost in Space – Verschollen zwischen fremden Welten (Lost in Space, Fernsehserie, 9 Episoden)
- 2019: Trick or Treat
- 2020: The Black Emperor of Broadway
- 2020: Mangrove

## Theater
- 2005: Elmina's Kitchen von Kwame Kwei-Armah als „Digger the Yardie“
- 2006: Titus Andronicus von Shakespeare im Globe Theatre als „Aaron the Moor“

## Auszeichnungen
- 2008: BFM Short Film Award als Bester Darsteller in Survivor